# Jorgelina Cravero
Jorgelina Cravero (San Francisco, Argentinië, 23 januari 1982) is een voormalig professioneel tennisspeelster uit Argentinië. Zij begon met tennis toen zij vijf jaar oud was. Haar favoriete ondergrond is gravel. Zij was actief in het proftennis van 2000 tot en met 2011. In de periode 2007–2010 maakte Cravero deel uit van het Argentijnse Fed Cup-team – zij behaalde daar een winst/verlies-balans van 6–7. Haar hoogste positie op de WTA-ranglijst is de 106e plaats, die zij bereikte in september 2007.

## Posities op deWTA-ranglijst
Positie per einde seizoen:
| jaar | rang enkelspel | rang dubbelspel |
| ---- | -------------- | --------------- |
| 1999 | 786            | 543             |
| 2000 | 517            | 316             |
| 2001 | 414            | 374             |
| 2002 | 263            | 193             |
| 2003 | 308            | 168             |
| 2004 | 461            | 286             |
| 2005 | 389            | 296             |
| 2006 | 136            | 200             |
| 2007 | 142            | 166             |
| 2008 | 183            | 115             |
| 2009 | 223            | 150             |
| 2010 | 435            | 198             |
| 2011 | 974            | 1097            |

## Resultaten grandslamtoernooien
| Legenda | Legenda                          |
| ------- | -------------------------------- |
| g.t.    | geen toernooi gehouden           |
| l.c.    | lagere categorie                 |
| –       | niet deelgenomen                 |
| G       | uitgeschakeld in de groepsfase   |
| 1R      | uitgeschakeld in de eerste ronde |
| 2R      | uitgeschakeld in de tweede ronde |
| 3R      | uitgeschakeld in de derde ronde  |
| 4R      | uitgeschakeld in de vierde ronde |
| KF      | uitgeschakeld in de kwartfinale  |
| HF      | uitgeschakeld in de halve finale |
| F       | de finale verloren               |
| W       | het toernooi gewonnen            |
| w-v     | winst/verlies-balans             |

### Enkelspel
| toernooi        | 2007 |
| --------------- | ---- |
| Australian Open | 1R   |
| Roland Garros   | –    |
| Wimbledon       | 1R   |
| US Open         | 1R   |

### Vrouwendubbelspel
| toernooi        | 2008 |
| --------------- | ---- |
| Australian Open | –    |
| Roland Garros   | –    |
| Wimbledon       | 1R   |
| US Open         | –    |